# Brachidontes semilaevis
Brachidontes semilaevis is een tweekleppigensoort uit de familie van de Mytilidae. De wetenschappelijke naam van de soort is voor het eerst geldig gepubliceerd in 1848 door Menke.